# 程英
程 英（てい　えい）は小説「神鵰剣俠」の登場人物。主人公である楊過の義兄妹の関係にある。同じく、楊過と義兄妹の関係にある陸無双は従妹（程英の母は陸無双の母陸二娘の姉）にあたる。